# Mouflaines
Mouflaines település Franciaországban, Eure megyében. Lakosainak száma 162 fő (2022. január 1.). Mouflaines Harquency, Richeville, Sainte-Marie-de-Vatimesnil, Villers-en-Vexin és Vexin-sur-Epte községekkel határos.

## Népesség
A település népességének változása:
| Lakosok száma | 160  | 144  | 115  | 143  | 170  | 173  | 167  | 164  | 164  | 162  |
|               | 1968 | 1982 | 1990 | 2006 | 2013 | 2015 | 2017 | 2019 | 2020 | 2022 |